# Alessandria Unione Sportiva 1961-1962
Questa pagina raccoglie le informazioni riguardanti l'Alessandria Unione Sportiva nelle competizioni ufficiali della stagione 1961-1962.

## Stagione
Nella stagione 1961-1962 l'Alessandria disputò il quattordicesimo campionato di Serie B della sua storia.

## Divise
| 1ª maglia | 2ª maglia |

## Organigramma societario
Area direttiva
- Commissario straordinario: Amedeo Ruggiero
- Vice-presidenti: Attilio Venturino e Mauro Grassano

Area organizzativa
- Segretario: Piero Zorzoli

Area tecnica
- Direttore tecnico: Fornara
- Allenatore: Pietro Rava

Area sanitaria
- Massaggiatore: Eugenio Taverna

## Rosa
| N. |                   | Ruolo | Calciatore          |
| -- | ----------------- | ----- | ------------------- |
|    | Italia (bandiera) | P     | Luciano Arbizzani   |
|    | Italia (bandiera) | P     | Sergio Notarnicola  |
|    | Italia (bandiera) | D     | Giampiero Bassi     |
|    | Italia (bandiera) | D     | Giovanni Giacomazzi |
|    | Italia (bandiera) | D     | Rocco Melideo       |
|    | Italia (bandiera) | D     | Antonio Schiavoni   |
|    | Italia (bandiera) | D     | Sperati             |
|    | Italia (bandiera) | D     | Adelio Verga        |
|    | Italia (bandiera) | C     | Bruno Cantone       |
|    | Italia (bandiera) | C     | Romano Forin        |
|    | Italia (bandiera) | C     | Remo Marmo          |

| N. |                   | Ruolo | Calciatore            |
| -- | ----------------- | ----- | --------------------- |
|    | Italia (bandiera) | C     | Giancarlo Migliavacca |
|    | Italia (bandiera) | C     | Tullio Oldani         |
|    | Italia (bandiera) | C     | Radames Pizzolito     |
|    | Italia (bandiera) | C     | Francesco Rizzo       |
|    | Italia (bandiera) | C     | Antonio Soncini       |
|    | Italia (bandiera) | C     | Elio Vanara           |
|    | Italia (bandiera) | C     | Alessandro Vitali     |
|    | Italia (bandiera) | A     | Sergio Bettini        |
|    | Italia (bandiera) | A     | Renzo Cappellaro      |
|    | Italia (bandiera) | A     | Benedetto De Angelis  |
|    | Italia (bandiera) | A     | Giuseppe Sala         |

## Risultati

### Serie B

#### Girone di andata
| Arbitro: | Rebuffo (Milano) |

|                                   |           |  |
| Ghiadoni 21’ Schiavoni 44’ (aut.) | Marcatori |  |

| Arbitro: | Trezza (Verona) |

|             |           |              |
| Bettini 41’ | Marcatori | 31’ Flaborea |

| Arbitro: | Varazzani (Parma) |

|  |           |                    |
|  | Marcatori | 9’, 84’ Cappellaro |

| Arbitro: | Cataldo (Reggio Calabria) |

|                |           |  |
| Cappellaro 45’ | Marcatori |  |

| Arbitro: | Monti (Ancona) |

|  |           |                                           |
|  | Marcatori | 11’ Vanara 20’ Oldani 38’, 54’ Cappellaro |

| Arbitro: | Rancher (Roma) |

|                       |           |             |
| Cappellaro 78’ (rig.) | Marcatori | 45’ Vetrano |

| Arbitro: | Genel (Trieste) |

|  |           |                         |
|  | Marcatori | 22’ Bolzoni 79’ Firmani |

| Arbitro: | Francescon (Padova) |

|             |           |            |
| Facchin 74’ | Marcatori | 39’ Vitali |

| Arbitro: | Angonese (Mestre) |

|                |           |              |
| Cappellaro 80’ | Marcatori | 61’ Catalano |

| Arbitro: | Righi (Milano) |

|                         |           |  |
| Cera 75’ Zamperlini 83’ | Marcatori |  |

| Arbitro: | Gambarotta (Genova) |

|                      |           |                        |
| Vanara 27’, 39’, 70’ | Marcatori | 42’ Spagni 90’ Ciccolo |

| Arbitro: | Annoscia (Bari) |

|                  |           |  |
| Rambone 48’, 69’ | Marcatori |  |

| Arbitro: | Babini (Ravenna) |

|                  |           |  |
| Lenzi 88’ (rig.) | Marcatori |  |

| Alessandria 17 dicembre 1961 | Alessandria       | 0 – 0 | Parma | Stadio Giuseppe Moccagatta\| Arbitro: \| D'Agostini (Roma) \| |
| Arbitro:                     | D'Agostini (Roma) |       |       |                                                               |

| Arbitro: | Angelini (Firenze) |

|                                         |           |                              |
| Mariani 7’, 61’ Fanello 23’ Corelli 84’ | Marcatori | 2’, 21’ Cappellaro 38’ Rizzo |

| Arbitro: | Cataldo (Reggio Calabria) |

|           |           |           |
| Volpi 63’ | Marcatori | 76’ Rizzo |

| Alessandria 7 gennaio 1962 | Alessandria      | 0 – 0 | Pro Patria | Stadio Giuseppe Moccagatta\| Arbitro: \| Samani (Trieste) \| |
| Arbitro:                   | Samani (Trieste) |       |            |                                                              |

| Arbitro: | Varazzani (Parma) |

|                          |           |                 |
| Nicchi 15’ Ruffinoni 83’ | Marcatori | 71’ Migliavacca |

| Arbitro: | Leita (Udine) |

|                 |           |  |
| Oldani 15’, 52’ | Marcatori |  |

#### Girone di ritorno
| Arbitro: | Monti (Ancona) |

|                                |           |  |
| Migliavacca 10’ Cappellaro 45’ | Marcatori |  |

| Arbitro: | Barolo (Venezia) |

|                                                   |           |                                |
| Ponzoni 11’, 54’ (rig.) Stefanini 83’ Sartore 86’ | Marcatori | 24’ Cappellaro 27’ Migliavacca |

| Arbitro: | Rancher (Roma) |

|                       |           |  |
| Bettini 12’ Rizzo 78’ | Marcatori |  |

| Arbitro: | Roversi (Bologna) |

|  |           |                                         |
|  | Marcatori | 42’ Vitali 67’ (rig.) Bettini 74’ Rizzo |

| Arbitro: | Cirone (Palermo) |

|               |           |               |
| Cappellaro 2’ | Marcatori | 22’ Campanini |

| Modena 4 marzo 1962 | Modena                    | 0 – 0 | Alessandria | Stadio Alberto Braglia\| Arbitro: \| Cataldo (Reggio Calabria) \| |
| Arbitro:            | Cataldo (Reggio Calabria) |       |             |                                                                   |

| Arbitro: | Sebastio (Taranto) |

|          |           |  |
| Bean 30’ | Marcatori |  |

| Arbitro: | Annoscia (Bari) |

|  |           |             |
|  | Marcatori | 26’ Facchin |

| Arbitro: | Samani (Trieste) |

|                      |           |                           |
| Catalano 3’, 4’, 84’ | Marcatori | 55’ Cappellaro 89’ Vitali |

| Arbitro: | Roversi (Bologna) |

|                |           |  |
| Cappellaro 66’ | Marcatori |  |

| Arbitro: | Ferrari (Milano) |

|                           |           |  |
| Ciccolo 47’ Carminati 73’ | Marcatori |  |

| Arbitro: | Rancher (Roma) |

|                                |           |  |
| Bigagnoli 31’ (aut.) Rizzo 88’ | Marcatori |  |

| Arbitro: | Cirone (Palermo) |

|                                     |           |  |
| Cappellaro 49’, 81’ Migliavacca 52’ | Marcatori |  |

| Arbitro: | Cataldo (Reggio Calabria) |

|            |           |  |
| Moriggi 6’ | Marcatori |  |

| Alessandria 6 maggio 1962 | Alessandria         | 0 – 0 | Napoli | Stadio Giuseppe Moccagatta\| Arbitro: \| Gambarotta (Genova) \| |
| Arbitro:                  | Gambarotta (Genova) |       |        |                                                                 |

| Arbitro: | D'Agostini (Roma) |

|                     |           |           |
| Cappellaro 25’, 65’ | Marcatori | 61’ Volpi |

| Arbitro: | Angelini (Firenze) |

|                        |           |  |
| Crespi 64’ Regalia 88’ | Marcatori |  |

| Arbitro: | Rancher (Roma) |

|                            |           |          |
| Bettini 12’ Cappellaro 88’ | Marcatori | 26’ Beni |

| Arbitro: | Samani (Trieste) |

|                                                               |           |                     |
| Morrone 14’, 16’, 56’ Pinti 20’ Longoni 24’, 37’ Maraschi 54’ | Marcatori | 65’, 80’ Cappellaro |

### Coppa Italia
| Arbitro: | D'Agostini (Roma) |

|               |                      |                |
| Gilardoni 58’ | Marcatori            | 75’ Cappellaro |
| Bodi          | Tiri di rigore 6 – 5 | Bettini        |

## Statistiche

### Statistiche di squadra
| Competizione | Punti | In casa | In casa | In casa | In casa | In casa | In casa | In trasferta | In trasferta | In trasferta | In trasferta | In trasferta | In trasferta | Totale | Totale | Totale | Totale | Totale | Totale | DR |
| Competizione | Punti | G       | V       | N       | P       | Gf      | Gs      | G            | V            | N            | P            | Gf           | Gs           | G      | V      | N      | P      | Gf     | Gs     | DR |
| ------------ | ----- | ------- | ------- | ------- | ------- | ------- | ------- | ------------ | ------------ | ------------ | ------------ | ------------ | ------------ | ------ | ------ | ------ | ------ | ------ | ------ | -- |
| Serie B      | 36    | 19      | 10      | 7       | 2       | 25      | 11      | 19           | 3            | 3            | 13           | 21           | 35           | 38     | 13     | 10     | 15     | 45     | 46     | -1 |
| Coppa Italia |       | -       | -       | -       | -       | -       | -       | 1            | 0            | 1            | 0            | 1            | 1            | 1      | 0      | 1      | 0      | 1      | 1      | 0  |
| Totale       |       | 19      | 10      | 7       | 2       | 25      | 11      | 20           | 3            | 4            | 13           | 22           | 36           | 39     | 13     | 11     | 15     | 46     | 47     | -1 |

### Statistiche dei giocatori
| Giocatore      | Serie B  | Serie B | Coppa Italia | Coppa Italia | Totale   | Totale |
| Giocatore      | Presenze | Reti    | Presenze     | Reti         | Presenze | Reti   |
| -------------- | -------- | ------- | ------------ | ------------ | -------- | ------ |
| L. Arbizzani   | 15       | -18     | 1            | -1           | 16       | -19    |
| G. Bassi       | 37       | 0       | -            | -            | 37       | 0      |
| S. Bettini     | 28       | 4       | 1            | 0            | 29       | 4      |
| B. Cantone     | 9        | 0       | -            | -            | 9        | 0      |
| R. Cappellaro  | 36       | 21      | 1            | 1            | 37       | 22     |
| B. De Angelis  | 4        | 0       | 1            | 0            | 5        | 0      |
| R. Forin       | 1        | 0       | -            | -            | 1        | 0      |
| G. Giacomazzi  | 28       | 0       | 1            | 0            | 29       | 0      |
| R. Marmo       | 1        | 0       | -            | -            | 1        | 0      |
| R. Melideo     | 32       | 0       | 1            | 0            | 33       | 0      |
| G. Migliavacca | 35       | 4       | -            | -            | 35       | 4      |
| S. Notarnicola | 23       | -28     | -            | -            | 23       | -28    |
| T. Oldani      | 9        | 3       | -            | -            | 9        | 3      |
| R. Pizzolito   | 7        | 0       | 1            | 0            | 8        | 0      |
| F. Rizzo       | 24       | 5       | -            | -            | 24       | 5      |
| G. Sala        | 18       | 0       | -            | -            | 18       | 0      |
| A. Schiavoni   | 35       | 0       | 1            | 0            | 36       | 0      |
| A. Soncini     | 14       | 0       | 1            | 0            | 15       | 0      |
| Sperati        | 14       | 0       | -            | -            | 14       | 0      |
| E. Vanara      | 16       | 4       | 1            | 0            | 17       | 4      |
| A. Verga       | 6        | 0       | -            | -            | 6        | 0      |
| A. Vitali      | 26       | 3       | 1            | 0            | 27       | 3      |